# Henning Melber
Henning Melber, född 22 augusti 1950 i Stuttgart, är en tysk-namibisk författare, professor, politisk aktivist  och Dag Hammarskjöld-expert, med särskild inriktning på dennes roll för avkolonisationen av Afrika. Han ingick i den forskargrupp som bidrog till att Förenta Nationernas utredning av orsakerna till Hammarskjölds död återupptogs.